# Уязд (Підкарпатське воєводство)
Уязд (пол. Ujazd) — село в Польщі, у гміні Бжиська Ясельського повіту Підкарпатського воєводства.
Населення — 463 особи (2011).
У 1975-1998 роках село належало до Кросненського воєводства.

## Демографія
Демографічна структура станом на 31 березня 2011 року:
|          | Загалом | Допрацездатний вік | Працездатний вік | Постпрацездатний вік |
| -------- | ------- | ------------------ | ---------------- | -------------------- |
| Чоловіки | 212     | 40                 | 150              | 22                   |
| Жінки    | 251     | 48                 | 145              | 58                   |
| Разом    | 463     | 88                 | 295              | 80                   |